# رود فليتشر
رود فليتشر (بالإنجليزية: Rod Fletcher)‏ (23 سبتمبر 1945 - 28 نوفمبر 2023)، هو مدرب كرة قدم ولاعب كرة قدم بريطاني في مركز الهجوم. لعب مع سكونثورب يونايتد وغريمسبي تاون وليدز يونايتد ونادي كرو ألكساندرا ولينكولن سيتي أف سي وإيمنغهام تاون ‏ ونادي نيلسون ولوث يونايتد ‏.

## وصلات خارجية
- رود فليتشر على موقع قاعدة بيانات كرة القدم.إي يو (الإنجليزية)